# Aesopus
Aesopus là một chi ốc biển, là động vật thân mềm chân bụng sống ở biển trong họ Columbellidae.

## Các loài
Các loài trong chi Aesopus gồm có:
- Aesopus algoensis (G.B. Sowerby III, 1892)
- Aesopus aliciae Marincovich, 1973
- Aesopus arestus Dall, 1919
- Aesopus australis (Angas, 1877)
- Aesopus cassandra (Hedley, 1904)
- Aesopus chrysalloideus (Carpenter, 1866)
- Aesopus clausiliformis (Kiener, 1834)
- Aesopus cumingii (Reeve, 1859)
- Aesopus eurytoides (Carpenter, 1864)
- Aesopus fredbakeri Pilsbry & Lowe, 1932
- Aesopus fuscostrigatus (Carpenter, 1864)
- Aesopus geraldsmithi Lussi M., 2001[2]
- Aesopus goforthi Dall, 1912
- Aesopus gracilis Faber, 2004[3]
- Aesopus hilium Hedley, 1908
- Aesopus jaffaensis (Verco, 1910)
- Aesopus japonicus Gould, 1860
- Aesopus meta (Thiele, 1925)
- Aesopus multistriatus (Preston, 1905)
- Aesopus myrmecoon Dall, 1916
- Aesopus obesus (Hinds, 1844)[4]
- Aesopus osborni Hertlein & Strong, 1951
- Aesopus pallidulus (Hedley, 1906)
- Aesopus plurisulcatus Reeve, 1859
- Aesopus rotundus Drivas & Jay, 1990
- Aesopus sanctus Dall, 1919
- Aesopus stearnsii (Tryon, 1883)[5]
- Aesopus subturritus (Carpenter, 1866)
- Aesopus urania Melvill & Standen, 1901
- Aesopus veneris (Thiele, 1925)
- Aesopus xenicus Pilsbry & Lowe, 1932

Các loài đồng danh pháp
- Aesopus angustus (G.B. Sowerby III, 1886): synonym of Clathranachis angusta (G.B. Sowerby III, 1886)
- Aesopus eurytoideus (Carpenter, 1864): synonym of Aesopus eurytoides (Carpenter, 1864)
- Aesopus filosus Angas, 1867: synonym of Aesopus plurisulcatus Reeve, 1859
- Aesopus metcalfei (Reeve, 1858):[6] synonym of Aesopus obesus (Hinds, 1844)
- Aesopus metella (Thiele, 1925): synonym of Decipifus metellus (Thiele, 1925)
- Aesopus spiculus (Duclos in Chenu, 1846):[7] synonym of Aesopus clausiliformis (Kiener, 1834)